# بريان نيكول
بريان نيكول هو رجل أعمال أمريكي ورئيس مجلس الإدارة والرئيس التنفيذي لشركة ستاربكس. كان يشغل منصب رئيس مجلس الإدارة والرئيس التنفيذي لشركة جبوتلي حتى 31 أغسطس 2024.

## سيرته
نيكول من مواليد فيلادلفيا. تخرج من جامعة ميامي وتخصص في دراسة الهندسة عام 1996، وقد حصل على العديد من الدورات في مجال الأعمال، وهو عضو في جمعية فاي دلتا ثيتا. نال درجة الماجستير في إدارة الأعمال من كلية بوث لإدارة الأعمال بجامعة شيكاغو.

## حياته العملية

#### بروكتر وغامبل، بيتزا هت (1995–2011)
عام 1995 حصل نيكول على تدريب جامعي في شركة بروكتر آند غامبل، وأمضى مدة عامين كمدير للعلامة التجارية في الشركة، ثم انتقل لتمثيل شركة برينجلز في ديسمبر 2002. في عام 2005، انضم إلى يم كنائب رئيس للتسويق الاستراتيجي. قاد دراسة بحثية حددت الآباء باعتبارهم قطاعات مهمة من العملاء، مما ساعد على زيادة المبيعات في علامة بيتزا هت التجارية وتحسين حصة السلسلة في السوق بنقطة إضافية. بعد عامين، تم تعيينه في منصب الرئيس التنفيذي للتسويق في بيتزا هت. كان أحد التحديات الرئيسية التي واجهها نيكول في بيتزا هت هو مساعدة سلسلة المطاعم في التغلب على الركود الكبير. خلال فترة عمله، فعمل على تقديم مبادرات لدعم التسويق الرقمي لبيتزا هت. في يناير 2008، قدمت سلسلة البيتزا خيارًا للعملاء لاستخدام هواتفهم المحمولة لتقديم الطلبات عبر الرسائل النصية أو من خلال موقعها على الويب. بعد مرور عام، أطلقت بيتزا هت تطبيقًا جوالًا على آيفون، مما يتيح للعملاء طلب الوجبات عن بُعد. بعد أسبوعين فقط، تم تنزيل التطبيق 100000 مرة من متجر التطبيقات، وفي غضون ثلاثة أشهر حقق مبيعات بقيمة مليون دولار.  أعلنت بيتزا هت في أكتوبر 2010 أنها ستتعاون مع فورسكوير لمكافأة العملاء المخلصين.

#### تاكو بيل (2008-2011)
في أكتوبر 2011، عينت تاكو بيل نيكول في منصب رئيس التسويق والإبتكار الجديد. انضم نيكول في وقت كانت فيه المبيعات راكدة. أنفقت العلامة التجارية ملايين الدولارات لمحاربة دعوى قضائية جماعية تتعلق بجودة لحوم البقر التي تنتجها. وبينما تم رفض الدعوى القضائية، انخفضت مبيعات تاكو بيل بنسبة 5% في الربع الثاني من عام 2011، وهو ما أرجعته الشركة إلى تدهور تصورات المستهلكين عن طعامها. في يناير 2012، قدمت العلامة التجارية قائمة إفطار، الأكثر فخامة للتنافس مع مطاعم الوجبات السريعة غير الرسمية. ساعدت هذه الخطط في عكس أحوال تاكو بيل، حيث سجلت الشركة زيادة بنسبة 8% في السنة المالية 2012. في 1 يناير 2015، تمت ترقية نيكول إلى منصب الرئيس التنفيذي للشركة. فقدم خطة مستمرة لتاكو بيل لتكون جذابة لأبناء جيل الألفية والأجيال القادمة.

#### مطعم شيبوتلي المكسيكي (2018–2024)
في عام 2018، أصبح نيكول الرئيس التنفيذي لشركة جبوتلي ليحل محل المؤسس ستيف إلس. عندما انضم إلى جبوتلي نقلت مقرها الرئيسي من دنفر إلى نيوبورت بيتش. خلال فترة عمله ساهم في مضاعفة إيرادات شركة جبوتلي في حين زادت أرباحها حوالي سبعة أضعاف، وارتفع سعر السهم بمقدار ثمانية أضعاف تقريبًا تحت قيادة نيكول. كما قامت الشركة بزيادة رواتب موظفي التجزئة وتوسيع مزايا الموظفين.

#### ستاربكس (2024–)
في 13 أغسطس 2024، تم تعيين نيكول رئيسًا تنفيذيًا جديدًا لشركة ستاربكس. مكان ميلودي هوبسون كرئيس مجلس إدارة ولاكشمان ناراسيمهان كرئيس تنفيذي. في يوم الإعلان، ارتفعت أسهم ستاربكس بنسبة 24.5%. براتب ابتدائي قدره 1.6 مليون دولار ومكافأة قدرها 10 ملايين دولار. كما تلقى 75 مليون دولار إضافية في شكل منح أسهم مصممة للدفع بمرور الوقت وفرصة حافز نقدي سنوي بنسبة 225 في المائة من راتبه الأساسي.
في بداية توليه منصب الرئيس التنفيذي، قام نيكول بتطوير خطة العودة إلى ستاربكس وبدأ في تنفيذها. فقد رفض نقل المقر الرئيسي للشركة من مركز ستاربكس في سياتل إلى موقع أقرب لمقر إقامته في مقاطعة أورانج، كاليفورنيا . كان هذا مخيبا للآمال بالنسبة لمستثمري ستاربكس الذين كانوا يأملون أن تؤدي هذه الخطوة إلى تنشيط الشركة من خلال تمكينها من الاستفادة من سوق المواهب الأكبر بكثير في جنوب كاليفورنيا لموظفي مقرها الرئيسي، كما حدث في جيبوتلي.

#### التقديرات
كان نيكول ضمن قائمة بلومبرج 50، وقائمة مجلة فورتشن في عام 2019. كما كان ضمن قائمة خريجي كلية بوث لإدارة الأعمال بجامعة شيكاغو المتميزين في عام 2020، وقائمة أبطال الطعام الأمريكيين عام 2021.

#### الخلافات
عام 2024، وباعتباره الرئيس التنفيذي لشركة ستاربكس، ورد أن نيكول يستخدم طائرة مملوكة للشركة للتنقل لمسافة 1000 ميل تقريبًا من مقر إقامته في نيوبورت بيتش إلى مركز ستاربكس في سياتل، حيث كان من المتوقع أن يعمل شخصيًا ثلاث مرات على الأقل في الأسبوع. قد أثار هذا انتقادات من جانب دعاة حماية البيئة المعنيين بانبعاثات الغازات المسببة للاحتباس الحراري وغيرها من التأثيرات البيئية الضارة.